# Terradyne Gurkha
Terradyne Armored Vehicles Gurkha (или сокращенно Terradyne Gurkha ) — это тактический бронеавтомобиль, созданный базирующейся в Онтарио компанией Terradyne Armored Vehicles Inc. Gurkha доступен в трех различных вариантах и базируется на шасси Ford F-550 Super Duty, имея одинаковый двигатель и салон.

## История
Gurkha был разработан в 2005 году компанией Armet Armored Vehicles.  В 2011 году конструкцию машины приобрела компания Terradyne Armored Vehicles. Название является данью уважения гуркхам, непальским солдатам, служащим в британской армии.
Terradyne была зарегистрирована в августе 2011 года как дочерняя компания Magna International, а В 2014 году Terradyne стала частной компанией без каких-либо изменений в штате или местоположении.

## Варианты
Light Armored Patrol Vehicle (LAPV)
Пограничный/полицейский/тактический санитарный автомобиль.
Multi-purpose Patrol Vehicle (MPV)
Предназначен только для государственных и правоохранительных органов.
Rapid Patrol Vehicle (RPV)
Предназначен для правоохранительных органов/правительственных учреждений/военных/пограничных патрулей.
Civilian Limited Edition Vehicle (CLEV)
Автомобиль для PR компаний/внедорожник/автомобиль для хобби

## Операторы

### Текущие
Канада
- Альберта
- Британская Колумбия: используется полицейским управлением Виктории [5]
- Манитоба: используется полицейской службой Виннипега [6]
- Новая Шотландия: куплены полицейской службой Галифакса.[7] Объявлено об отсрочке из-за COVID-19 11 мая 2020 г.[8] Контракт расторгнут с июня 2020 года.[9]
- Онтарио
- Саскачеван: используется полицейской службой Регины.[10]

 Хорватия
- Антитеррористическая группа Лучко[11]

 Эстония
- Банк Эстонии[12]
- Эстонская полиция[13]

 Мексика
- Программа развития ООН
- Полиция штата Нуэво-Леон, известная как Fuerza Civil (Гражданские силы). </link>
- Полиция штата Веракрус (Гражданские силы)
- Оперативная группа, известная как GROMS в Сальтильо [14]
- Полиция штата Тамаулипас

 Нигерия
- Полиция Нигерии

 Катар
- Контртеррористический батальон[15]

Рожава
Возглавляемая США международная коалиция по противодействию ИГИЛ предоставила возглавляемым курдами Сирийским демократическим силам бронеавтомобили Gurkha, которые использовались в наступлении на Эр-Ракку против ИГИЛ.
 Сингапур
- Полиция Сингапура: контингент гуркхов

 Саудовская Аравия
- Министерство внутренних дел[17]

 Украина
- Вооруженные Силы Украины— 13 машин на 2023 год[18]

 США
- Аризона
- Калифорния
- Колорадо
  - Полицейский участок города Боулдер
- Флорида
- Нью-Йорк
- Теннесси
- Техас
- Виргиния
  - Полицейский участок округа Арлингтон
  - Полицейский участок Управление аэропортов Вашингтона
- Висконсин

### Бывшие операторы
Австралия
- Группа специальных операций полиции Виктории: Была известна как машина тактического реагирования Armet Balkan Mk7. В апреле 2013 года был заменён на Lenco BearCat.[19]

 Канада
- Новая Шотландия: куплены полицейской службой Галифакса.[7] Объявлено об отсрочке из-за COVID-19 11 мая 2020 г.[8] Контракт расторгнут с июня 2020 года.[9]

## Появления
В кино Gurkha дебютировал в фильме 2011 года «Форсаж 5» .
В играх Gurkha впервые официально дебютирует в Forza Horizon 2 в варианте LAPV (не считая вымышленных моделей, таких как HVY Insurgent из Grand Theft Auto V ), который был основан на Gurkha.